# Horndon-on-the-Hill
Horndon-on-the-Hill is een plaats in het Engelse district Thurrock, in het graafschap Essex. In 1870-72 telde het dorp 522 inwoners. De dorpskerk, gewijd aan de apostelen Petrus en Paulus, waarvan de oudste delen uit de dertiende eeuw stammen, staat op de Britse monumentenlijst.